# Братство Сатаны
«Братство Сатаны» (англ. The Brotherhood of Satan) — американский фильм ужасов, снятый режиссёром Бернардом МакЭвети в 1971 году. Мировая премьера фильма состоялась 3 марта 1972 года.

## Сюжет
Бен, его подруга Никки, а также дочь Бена по имени Китти проезжают через небольшой городок, где у них ломается машина. На авторемонтной станции они обнаруживают грузовик, наполненный мертвыми телами. Вскоре Бен и Никки понимают, что городок населяют почитатели культа Сатаны, которые должны принести в жертву как можно больше людей, чтобы Сатана возвратился на Землю.
Для этой цели сатанисты похищают детей, чтобы их души переселились в молодые тела. Всего им нужно тринадцать детей. Когда сатанисты похищают Китти, Бену и Никки не остается ничего другого, как отправиться на ее спасение...

## В ролях
- Стразер Мартин — док Дункан
- Л. К. Джонс — шериф
- Ана Капри — Ники
- Джудит МакКоннелл — Филлис
- Гери Рейшл[англ.] — K. T.
- Элви Мур[англ.] — Тоби
- Чарльз Робинсон[англ.] — священник
- Чарльз Бейтмен[англ.] — Бен
- Джойс Истон — Милдред Мидоуз
- Деби Сторм — Билли Джо
- Джефф Уильямс — Стюарт
- Роберт Уорд — Майк

## Производство
Л. К. Джонс написал сценарий к фильму во время изучения книг по колдовству в библиотеке Калифорнийского университета в Лос-Анджелесе, а продюсером фильма стал Элви Мур. Когда Элви Мура спросили, почему он и Джонс решили снять фильм ужасов, он ответил: «Жадность, чистая жадность. У нас был большой выбор тем, на которые можно снять фильм, и мы выбрали тему колдовства, смешанную с ужасами, потому что колдовство и различные магические практики очень популярны».
Изначально съёмки фильма происходили в Альбукерке в августе 1969 года, а затем в Хиллсборо (штат Нью-Мексико) и Голливуде.
Первоначально фильм должен был называться «Входите, дети». Выступая перед журналистами в Форт-Уорте, примерно во время выхода фильма, Джонс заявил:
Название «Братство Сатаны» звучит так, как будто под ним подразумевается стандартный фильм о монстрах. Знаете, например о гигантских моллюсках, пожирающих дружелюбных туземцев. Но наш фильм далеко не об этом. В нем есть немного крови — чтобы умилостивить любителей попкорна — но нет серебряных пуль, крестов или осиновых кольев. Мы не объясняем концовку фильма, мы просто её излагаем. Если вам не понравится наш фильм — то вы можете порвать сиденья. А если наоборот — то это безумие.

## Адаптация фильма
В 1971 году Джонс написал одноимённую книжную адаптацию, сюжет которой основан на сценарии к фильму. Книга была опубликована до выхода фильма в широкий прокат.

## Премьера
Премьерный показ фильма состоялась 21 апреля 1971 года в театре Colonial Theatre в Гаррисберге. Фильм демонстрировался там в течение двух недель в целях тестового показа.
Также фильм был широко показан в кинотеатрах Колумбии в Соединенных Штатах и в Онтарио 6 августа 1971 года. В качестве рекламы зрителям, покупающим билеты на фильм, вручали пакетики с семенами с логотипом фильма. Инструкции, приведённые на обратной стороне пакетов утверждали, что семена могут «защитить от черной магии «Братства Сатаны!».
После своей премьеры в кинотеатрах  фильм был выпущен на VHS-носителе компаниями RCA и Columbia Pictures в 1986 году.
В 2002 году компания Sony Pictures Home Entertainment выпустила фильм на DVD.
В 2013 году компания Mill Creek Entertainment выпустила фильм «Братство Сатаны» на одном диске с фильмом «Мистер Сардоникус», а в 2021 году компания Arrow Films переиздала фильм отдельно на Blu-ray.

## Критика
Роджер Гринспан в своей рецензии, опубликованной в газете The New York Times выделил несколько «удивительно жутких сцен» и написал, что «само по себе братство (и сестринство) — довольно унылое дело — своего рода клуб золотой эпохи черной магии, в котором люди в капюшонах подают коктейли, прежде чем они примутся колдовать и убивать».
Энн Гуарино в своём обзоре для Daily News дала фильму оценку в две с половиной звезды из четырех, критикуя сценарий как нелогичный: «Чтобы получить от этого немного мурашек, нужно забыть о деталях».
Джин Миллер из San Francisco Examiner похвалила темп фильма и его производственные качества, назвав его «необычайно хорошо сделанным для своего жанра», но обнаружила, что «[...] эксплуатация детей для странных сатанинских обрядов больше нервирует, чем возбуждает. [...] большая часть напряжения, получаемого от фильма состоит из съеживающегося нежелания видеть, как ещё кто-то из этих милых детей превращается в монстров».
Критик Сэм Хоффман из The Republican посетовал на «скучный сценарий» фильма и назвал Строзера Мартина «единственным стоящим актером во всём фильме», но похвалил хорошую операторскую работу, заявив, что: «Она передает всю кровь, убийства и ритуалы в цвете».
Гордон Стоунхэм из Ottawa Citizen назвал фильм «малобюджетным, но эффективным демоническим триллером».
Мартин Малина из Montreal Star похвалил игру Мартина, Джонса и написал: «Как и все фильмы ужасов, этот не слишком-то захватывает дух. Но в нем есть несколько очень захватывающих сцен [...], которые сами по себе оправдывают цену билета».

## В массовой культуре
Индустриальная танцевальная группа My Life with the Thrill Kill Kult использовала сэмплы из фильма в своей песне «Rivers of Blood, Years of Darkness» из своего альбома 1990 года «Konfessions of a Knife...».